# Паркинсон, Рэйнор
Рэйнор Паркинсон (англ. Raynor Parkinson, родился 8 июня 1988 года) — немецкий регбист южноафриканского происхождения, флай-хав, рекордсмен сборной Германии по числу набранных очков (337).

## Биография

### Клубная карьера
Паркинсон родился в Южной Африке, его бабушка — немка из города Билефельд. Воспитанник академий клубов «Шаркс» и «Лайонз», выступал за команду Йоханнесбургского университета. Играл за английские клубы «Олд Элтамианс» и «Блэкхит», однако не добился больших успехов и переехал в Нидерланды, где играл за «Хилверсум». После выступления на Кубке Северного моря Паркинсон в 2011 году перешёл в «Гейдельберг», в составе которого пять раз становился чемпионом Германии, а затем перешёл в клуб «Франкфурт 1880», с которым три раза подряд стал чемпионом Германии в качестве играющего тренера. Позже он стал помощником президента клуба «Франкфурт 1880» доктора Ульриха Бышио (нем. Ulrich Byszio). Также в сезоне 2019/2020 и 2020/2021 играл за «Нарбонну».

### Карьера в сборной
Во время игры на Кубке Северного моря за нидерландский клуб Паркинсона спросил тренер сборной Германии Кобус Потгитер (англ. Kobus Potgieter), нет ли у Паркинсона немецких корней. Рэйнор ответил положительно, благодаря чему получил право играть за сборную Германии. В составе сборной он дебютировал 12 ноября 2011 года матчем в Ганновере против Нидерландов. В 2018 году сборная Германии была близка к тому, чтобы выйти на чемпионат мира в Японии и дебютировать там: в ноябрьском заключительном квалификационном турнире в Марселе немцы победили команды Гонконга и Кении, но проиграли Канаде 10:29.
15 июня 2019 года Рэйнор Паркинсон сыграл свой 37-й матч за сборную Германии, проведя встречу против Португалии, набрав в ней 12 очков, однако немцы проиграли тот матч. После этого матча в активе Паркинсона оказалось всего 335 очков. В то же время он сыграл в 2023 году ещё три матча чемпионата Европы (два против Нидерландов и один против Польши на чемпионате Европы) и два тестовых матча против Гонконга, а в 2024 году один матч чемпионата Европы против Грузии. В матче против Грузии он забил реализацию, доведя число набранных очков до 337, но заявил, что завершает карьеру в сборной после этой встречи.